# Castisent

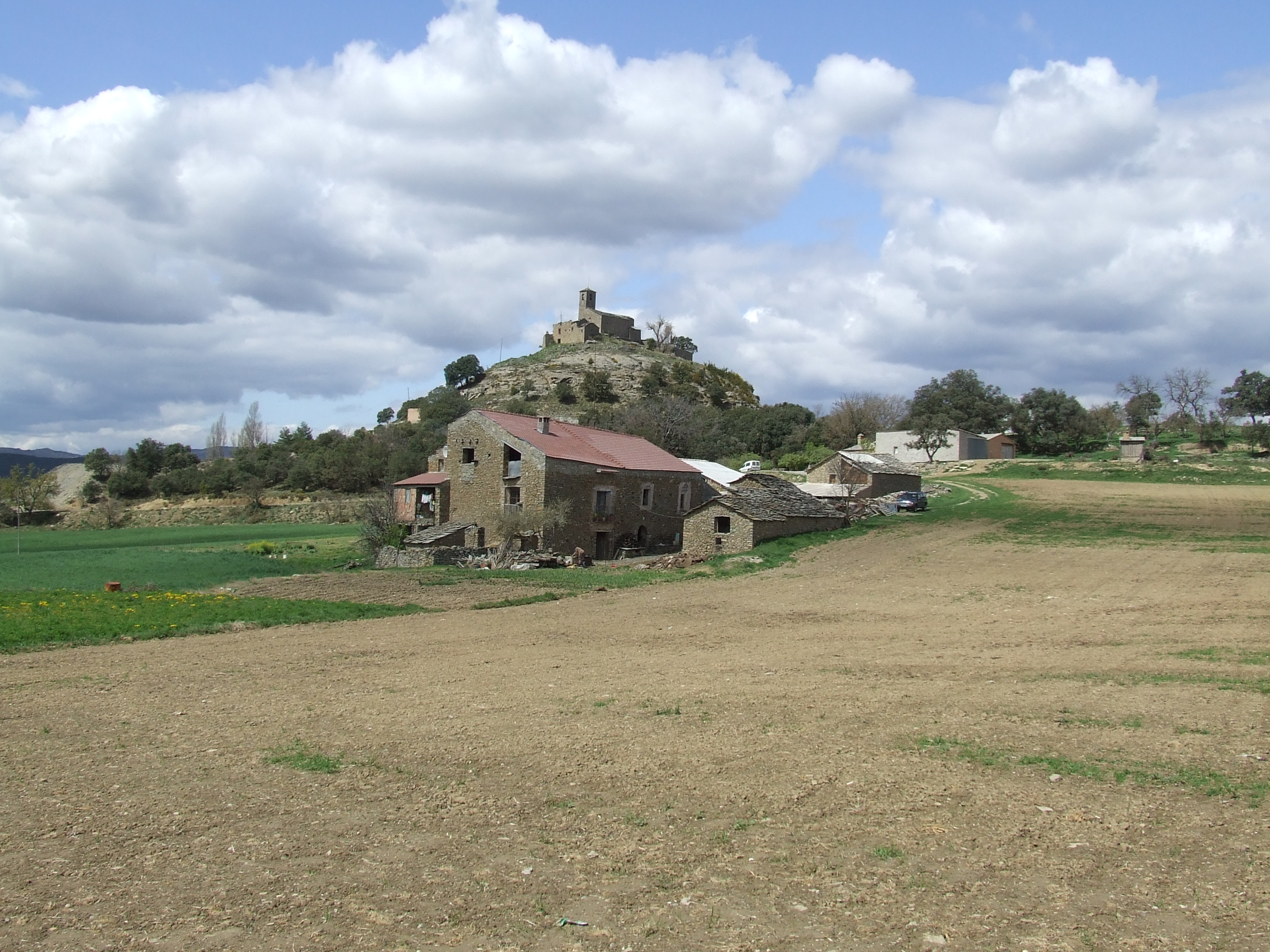
Vista de la población.

Castisent (en catalán: Castissent) es un pueblo del término de Fígols de Tremp, agregado en 1970 el término municipal de Tremp. Hasta 1877 fue la capital del municipio del mismo nombre. En esta fecha el municipio se dividió entre los de Tremp y Eroles.
Aunque pertenece administrativamente al Pallars Jussá, desde el punto de vista geográfico es un pueblo ribagorzano, aunque a lo largo de la historia se ha decantado claramente hacia el Pallars: el hecho de ser castillo de frontera ligado casi siempre al conde de Pallars Jussá le ha vinculado siempre más a la comarca pallaresa que a la ribagorzana. Desde el punto de vista comercial, sin embargo, sí se nota la proximidad de Puente de Montañana.
Está situado al suroeste de Tremp, a 32 kilómetros, y es accesible por una pista rural asfaltada de poco más de 4 kilómetros que arranca del punto kilométrico 1 de la carretera C-1311, de Puente de Montañana en Tremp, junto al Puente de Montañana. Es la pista que lleva a San Esteban de la Sarga, que, antes de encontrar la Central del Puente de Montañana, encuentra otra pista que sale hacia levante, y conduce al pueblo de Castisent.
Su emplazamiento, desde un punto de vista estratégico, es ejemplar: encima de una colina de 727 m de altitud a un kilómetro en línea recta de la Noguera Ribagorzana, al final de una cresta que baja hacia poniente desde el Tossal de Aleixó (868,3 m alt.). No es una cresta muy alta, pero debido a que queda entre dos barrancos bastante anchas (el barranco de la Font en el sur y el de los Horts al norte, el lugar queda especialmente destacado en el paisaje, visible desde muy lejos, y desde muchos lugares. La divisoria de aguas donde se encuentra, además, más arriba del Tossal de Aleixó va a enlazar con el lugar donde hubo el poblado de Montserbós, que se dice que fue el origen de Castisent.
Más al sureste del pueblo, además, está el importante barranco de Cantillons, que a lo largo de la historia ha marcado límites de jurisdicciones: señoriales en otros tiempos, actualmente solo municipales, ya que una buena parte del barranco sirve para marcar los límites entre el municipio de San Esteban de la Sarga y el de Tremp (antiguamente, el de Fígols de Tremp).

## Etimología
El topónimo Castisent procede de las formas, documentadas, Castellum Sanctum y Castellum Sancti. La segunda parece más verosímil, dado que, como defiende Joan Coromines (op. cit.), procede de un castell de Sanç, que sería el nombre de su señor en el momento de hacerse el documento.

## Un sitio rural muy disperso
No es propiamente un pueblo en el sentido de casas agrupadas en un continuum urbano, sino que se podría hablar de una parroquia rural de casas dispersas. Hay un centro del pueblo, constituido por una plataforma donde se erguían los restos del castillo, la iglesia parroquial de San Juan Bautista, que había pertenecido al monasterio de Santa María de Lavaix y el cementerio, a partir de ahí, todo son masías dispersas que constituyen el pueblo de Castisent.
Pascual Madoz en su Diccionario geográfico..., publicado en 1845, recogió de viva voz que originalmente:

el pueblo de Castisent no estaba en el lugar donde está ahora, sino que se encontraba en el lugar donde se ubica el santuario de la Virgen de Montserbós, y la población de ese lugar, más inhóspito y aislado, vino a buscar refugio en el entorno de la iglesia de san Juan y del castillo de Castisent.

Pertenecían a la parroquia de Castisent los santuarios de Montserbós y la ermita cercana del mismo nombre, ambas románicas, así como los núcleos de masías anteriormente mencionados (los Masions y Prullans), muchas de las cuales tenían capilla propia. Esta parroquia pertenecía al obispado de Roda de Ribagorza, y más tarde al de Lérida, como otros pueblos del valle del Noguera Ribagorzana.
Esta abundancia de capillas y, por tanto, de celebraciones varias de santos a lo largo de todo el año hacía, antiguamente, que menudearan las fiestas patronales en la parroquia de Castisent, con pequeños encuentros a los que solía asistir siempre bastantes personas del pueblo y de los alrededores.

## Historia
En el censo del 1359, Castell Sent consta con 11 fuegos (unos 55 habitantes), en el censo de 1718 se mencionan 70 habitantes; en 1831 le constan 95, y hacia 1900, había 30 edificios, con 75 habitantes. En la actualidad, el 2006 es el pueblo más habitado de todo su antiguo término, y cuenta con 20 habitantes, todos en masías dispersas.
En 1812 fue uno de los ayuntamientos creados a raíz del despliegue de la Constitución de Cádiz, y mantuvo su independencia municipal al menos hasta febrero del 1847. En ese momento, a causa de una reforma de la ley municipal vigente que aumentaba hasta 30 vecinos el mínimo para poder mantener ayuntamiento propio, Castisent pasó a ser jefe de un distrito municipal más amplio, ya que le fueron agregados los antiguos ayuntamientos de Claramunt, Eroles y Vileta, Fígols y Puigverd de Talarn. El viejo término de Castisent, por su lado, incluía ya el caserío de Prullans y el santuario y antiguo poblado de Montserbós. Esta situación perduró hasta el 1877: el 15 de diciembre de ese año el alcalde constitucional de Castisent, Antoni Pons y Fenosa, firmaba el traslado del ayuntamiento y del resto de dependencias municipales en el pueblo de Eroles.
Pascual Madoz en su Diccionario geográfico... informa de Castisent en el artículo dedicado a este pueblo: 

es un pueblo de casas esparcidas situado en un terreno montañoso y quebrado, es bastante ventilado, y el clima, frío, pero saludable. Consta de 24 casas, la mayoría de un solo piso y mala construcción. Destaca el Mas de Faro y las capillas de Moncervos, además del puesto de Prullans. ... un terreno quebrado, árido, pedregoso y con muchas barracas, rocas y roquedos en todas direcciones; inútil para el cultivo, no resulta ni la décima parte que dé fruto, y siempre a base de abonos naturales o artificiales , hormigueros y en la práctica de quemar la tierra. No hay prados, ni más huertos que los que tienen algunas masías a partir de fuentes de poca agua. Tampoco hay bosques: muy de matorral, y, en todo caso, algunas pequeñas aglomeraciones de robles y encinas. Sin embargo, se produce trigo, centeno, cebada, avena, pocas judías, aceite, vino y lana. De ganado, ovejas, cabras y bueyes y vacas. Hay caza de conejos, perdices y lobos. 12 vecinos (cabezas de familia) y 69 almas (habitantes) constituyen la población.
Diccionario Madoz

La iglesia de San Juan Bautista de Castisent era parroquial, pero no pertenecía al obispado de Urgel, sino que en un principio fue del Obispado de Roda y después fue traspasado al de Lérida, al suprimirse ese obispado. Actualmente sigue perteneciendo, pero la parroquia de Castisent es administrada desde la parroquia de Arén, del obispado de Barbastro-Monzón, debido a que Castisent había pertenecido siempre al arciprestazgo de Tolba, que pasó al último obispado mencionado, creado a finales del siglo XX. 
Castisent era un lugar que siempre había pertenecido al conde de Pallars Jussá, y más tarde formó parte del marquesado de Pallars, hasta la extinción de los señoríos, a mediados del siglo XIX.

## Geografía humana

### Demografía
| Gráfica de evolución demográfica de Castisent entre 1842 y 1877 |
| |
| Población de derecho según los censos de población del INE Población de hecho según los censos de población del INEEntre el censo de 1857 y el anterior, crece el término del municipio porque incorpora a 25538 (Eroles), 255126 (Claramunt), 255170 (Fígols), 255300 (Puigvert) Entre el censo de 1887 y el anterior, este municipio desaparece porque se integra por partes en los municipios 25234 (Tremp) y en 25538 (Eroles) |